# Danalia dohrnii
Danalia dohrnii är en kräftdjursart som beskrevs av Giard 1887. Danalia dohrnii ingår i släktet Danalia och familjen Cryptoniscidae. Inga underarter finns listade i Catalogue of Life.